# Anan Anwar
Anan Anwar (Thai: อนัน อันวา) (* 15. September 1986) ist ein thailändischer Popsänger, Traceur und Schauspieler.

## Leben
Anan Anwar wurde 1986 als viertes Kind einer schottischen Mutter und eines indonesischen Vaters geboren. Anan hat einen älteren Bruder, Joni Anwar, der ebenfalls Sänger ist.
Bekannt wurde Anan Anwar 1999 als Sänger, als er sein erstes Album Anan veröffentlichte, welchem ein Jahr später das Album Fast Foot folgte, das unter anderem auch eine Cover-Version des Liedes Da da da von Trio enthielt. Nach seinem Hit Talueng (Thai: ตะลึง) übernahm er im Jahr 2000 die Hauptrolle in dem Fernsehfilm Phom Ma Kap Pra. 2001 war er in einem weiteren Fernsehfilm Khrob Khrua Tua O. (Thai: ครอบครัวตัว อ.) zu sehen. Im Anschluss daran nahm er an verschiedenen Fernsehshows für Teenager teil. 2002 hatte er seine erste Rolle in einem Spielfilm (Kao Phra Khum Khrong (Thai: เก้า พระคุ้มครอง)).
Derzeit ist Anan Anwar Mitglied bei "Team Farang", einer Parkour- & Freerunninggruppe.
Im Juli 2009 wurde Anan Anwar wegen einer Trunkenheitsfahrt verhaftet.

## Diskografie
- Anan Anwar
- Fast Foot
- Wonder Boy
- Most Wanted
- Earthshake
- Celebration

## Filmografie
- Khrob Khrua Tua O. (TV)
- Phom Ma Kap Pra (TV)
- Kra Thuk Nwot Suea (TV)
- Kao Phra Khum Khrong